# تیر (نبراسکا)
تیر(به انگلیسی: Thayer) شهری در ایالت نبراسکا کشور ایالات متحده آمریکا است که جمعیت آن در سرشماری سال ۲۰۱۰ میلادی، ۶۲ نفر بوده‌است.